# Laugarvatnsvegur
Der Laugarvatnsvegur ist eine Hauptstraße im Süden von Island.
Die Straße 37 zweigt beim Svínavatn von der Biskupstungnabraut  nach Norden ab.
Hier steht ein Mast von Vegagerðin zur Beobachtung von Verkehr und Wetter.
Der Laugarvatnsvegur verläuft westlich des Apavatn.
Im Ort Laugarvatn in einem Kreisverkehr trifft der Lyngdalsheiðarvegur  auf diese Straße.
Er kommt vom Westen aus Þingvellir und vom Þingvallavatn.
Hinter dem Ort bleibt die Höchstgeschwindigkeit noch reduziert, weil es dort langgestreckte Gebiete mit Sommerhäusern gibt.
Nachdem der Laugarvatnsvegur in Richtung Osten führt, zweigt der Hlöðuvallavegur  nach Norden ab.
Er wird zum  und führt am Skjaldbreiður vorbei.
Die Brúará ist der größte überbrückte Fluss entlang des Laugarvatnsvegurs.
Sie stürzt über die Wasserfälle Brúar-, Mið- und Hlauptungufoss.
Der Laugarvatnsvegur endet, wo die Biskupstungnabraut  von Süden kommen einmündet und dem weiteren Verlauf den Namen gibt.
Von hier sind es noch zum 5 km bis zum Geysir und weitere 10 km bis zum Gullfoss.
Der Laugarvatnsvegur ist ein Teil des Golden Circle und 36 km lang.
Die entsprechende Strecke auf der Biskupstungnabraut ist um 2 km länger.